# Johann Sylvius von Rothkirch
Johann Sylvius von Rothkirch (* 12. März 1715 in Romnitz im Herzogtum Liegnitz; † 10. April 1782 in Züllichau) war ein preußischer Generalmajor.

## Leben

### Herkunft
Er war Angehöriger des schlesischen Adelsgeschlechts Rothkirch. Seine Eltern waren der Erbherr auf Romnitz Johann Wolfram von Rothkirch und Anna Helena von Schönfeld a.d.H. Schönfeld.

### Laufbahn
Am 11. März 1735 trat Rothkirch in die Preußische Armee ein und avancierte am 5. Januar 1741 zum Fähnrich im Altpreußisches Infanterieregiment Nr. 19. Er stieg noch im selben Jahr am 15. Dezember zum Sekondeleutnant auf und hat seine Beförderung zum Premierleutnant am 26. April 1750 erhalten. Es folgten die Ränge Stabskapitän am 19. Oktober 1756, wirklicher Hauptmann am 21. Mai 1757, Major am 6. August 1759 und schließlich am 5. Juni 1765 Oberstleutnant.
Rothkirch hatte in allen Schlesischen Kriegen gedient. So nahm er an den Schlachten bei Mollwitz, Roßbach, Leuthen, Breslau, Kunersdorf und Hochkirch, den Belagerungen von Glogau, Brieg und Prag, den Gefechten bei Hirschberg, Landeshut, Schatzar und Hennersdorf teil.
Infolge einer Quetschung am Fuß, die er sich vor Leuthen zugezogen hatte, ersuchte Rothkirch 1767 beim König um seinen Abschied. Dieser versorgte ihn am 27. April 1767 mit dem Charakter eines Generalmajors als Chef des Berliner Land-Regiments.

### Familie
Rothkirch blieb unvermählt und ohne Leibeserben.